# Jalalpur Bhattian
Jalalpur Bhattian (en ourdou : جلال پوربھٹیاں) est une ville pakistanaise située dans le district d'Hafizabad, dans la province du Pendjab. C'est la quatrième plus grande ville du district.
La population de la ville a été multipliée par plus de quatre entre 1981 et 2017 selon les recensements officiels, passant de 9 015 habitants à 40 755. Entre 1998 et 2017, la croissance annuelle moyenne s'affiche à 3,5 %, largement supérieure à la moyenne nationale de 2,4 %. Selon le recensement de 2023, la population de la ville monte à 44 421 habitants.
|            | 1981 (rec.) | 1998 (rec.) | 2017 (rec.) | 2023 (rec.) |
| ---------- | ----------- | ----------- | ----------- | ----------- |
| Population | 9 015       | 21 248      | 40 755      | 44 421      |